# Actinidia fulvicoma
Actinidia fulvicoma là một loài thực vật có hoa trong họ Dương đào. Loài này được Hance mô tả khoa học đầu tiên năm 1885.